# Audeloncourt
Audeloncourt est une commune française située dans le département de la Haute-Marne, en région Grand Est.

## Toponymie
Le nom de la localité est attesté sous les formes Adelini curtis (1092) ; Andelencurt (1182) ; Andelancuria (1351) ; Odolencourt (1378) ; Audelancourt (1443) ; Houdelaincourt (1443) ; Audelloncourt (1539) ; Audeloncourt (1684) ; Audeloncour (1732).

Le nom de la commune pourrait remonter à 1092, Adelini curtis, « ferme d'Adelin » ; Adelin, un nom germanique, venant de Adeling « appartenant à la noblesse », de : adel « noblesse » + suff. -ing[réf. nécessaire].

## Géographie
La commune est arrosée par la Meuse, fleuve encore naissant. Le village est situé en bas d'une double cuesta qui se prolonge au nord vers les côtes de Moselle. Son altitude s'échelonne de 350 à 470 mètres.

### Hydrographie
La commune est traversée par la ligne de partage des eaux entre les bassins versants de la Meuse et de la Seine au sein respectivement du bassin Rhin-Meuse et du bassin Seine-Normandie. Elle est drainée par la Meuse, le ruisseau le Flambart, le ruisseau de Maisoncelles et le ruisseau du Grand Pre,.
La Meuse traverse la commune dans sa partie est. Elle prend sa source au Châtelet-sur-Meuse, et se jette dans la mer du Nord après un cours long d'approximativement 950 kilomètres traversant la France, la Belgique et les Pays-Bas.
Le ruisseau Flambart, d'une longueur de 18 km, prend sa source dans la commune de Lamarche et se jette  dans la Meuse sur la commune, après avoir traversé quatre communes.

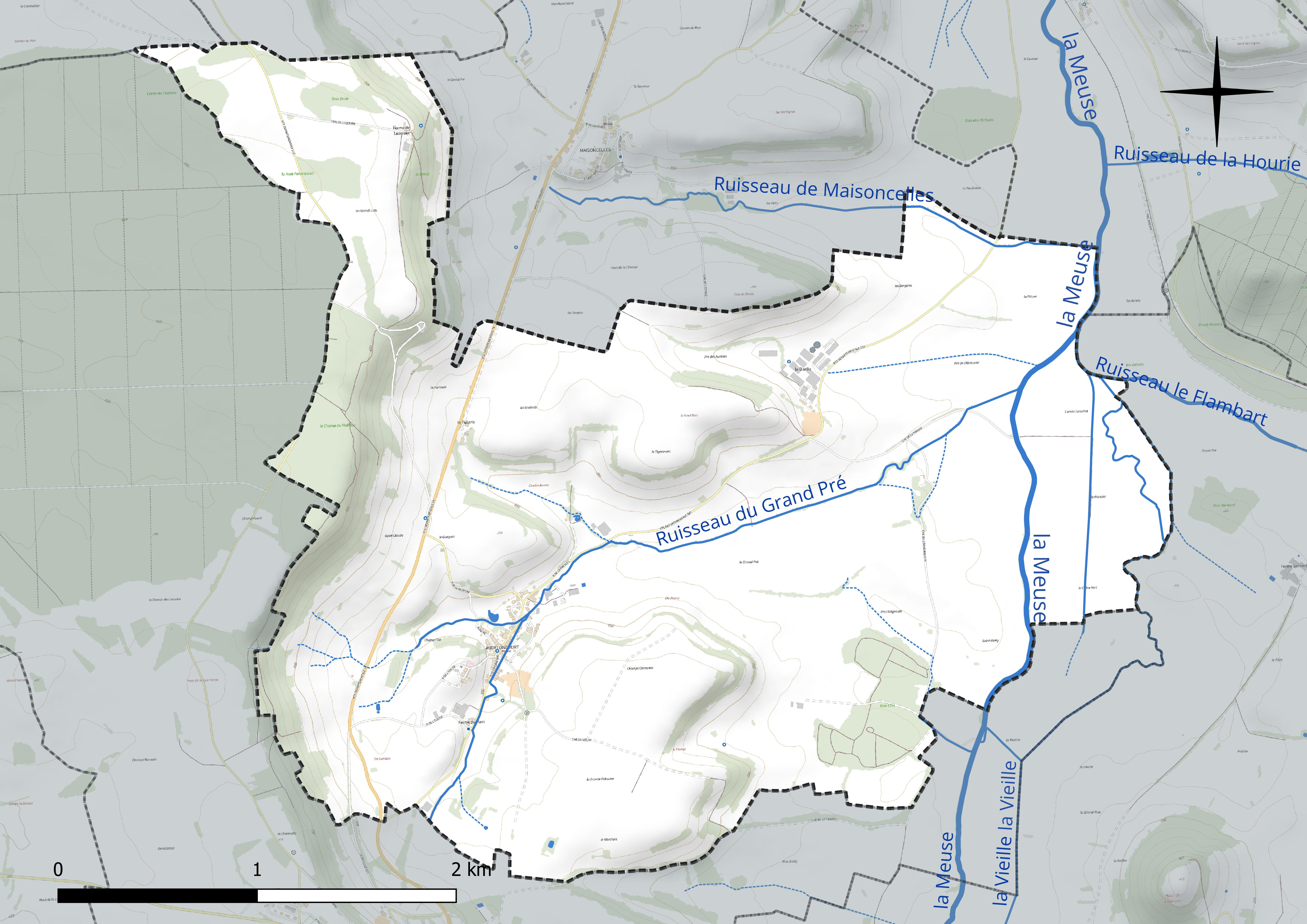
Réseau hydrographique d'Audeloncourt.

### Climat
Pour des articles plus généraux, voir Climat du Grand Est et Climat de la Haute-Marne.
En 2010, le climat de la commune est de type climat de montagne, selon une étude du Centre national de la recherche scientifique s'appuyant sur une série de données couvrant la période 1971-2000. En 2020, Météo-France publie une typologie des climats de la France métropolitaine dans laquelle la commune est exposée à un climat océanique altéré et est dans la région climatique Lorraine, plateau de Langres, Morvan, caractérisée par un hiver rude (1,5 °C), des vents modérés et des brouillards fréquents en automne et hiver.
Pour la période 1971-2000, la température annuelle moyenne est de 9,4 °C, avec une amplitude thermique annuelle de 16,8 °C. Le cumul annuel moyen de précipitations est de 965 mm, avec 13,4 jours de précipitations en janvier et 9,2 jours en juillet. Pour la période 1991-2020, la température moyenne annuelle observée sur la station météorologique de Météo-France la plus proche, « Is-en-Bassigny », sur la commune d'Is-en-Bassigny à 10 km à vol d'oiseau, est de 10,0 °C et le cumul annuel moyen de précipitations est de 873,6 mm. 
La température maximale relevée sur cette station est de 38,7 °C, atteinte le 25 juillet 2019 ; la température minimale est de −19,3 °C, atteinte le 20 décembre 2009,,.
Les paramètres climatiques de la commune ont été estimés pour le milieu du siècle (2041-2070) selon différents scénarios d'émission de gaz à effet de serre à partir des nouvelles projections climatiques de référence DRIAS-2020. Ils sont consultables sur un site dédié publié par Météo-France en novembre 2022.

## Urbanisme

### Typologie
Au 1er janvier 2024, Audeloncourt est catégorisée commune rurale à habitat dispersé, selon la nouvelle grille communale de densité à sept niveaux définie par l'Insee en 2022.
Elle est située hors unité urbaine et hors attraction des villes,.

### Occupation des sols
L'occupation des sols de la commune, telle qu'elle ressort de la base de données européenne d’occupation biophysique des sols Corine Land Cover (CLC), est marquée par l'importance des territoires agricoles (87,3 % en 2018), une proportion identique à celle de 1990 (87,3 %). La répartition détaillée en 2018 est la suivante : 
prairies (57,5 %), terres arables (26,6 %), forêts (12,7 %), zones agricoles hétérogènes (3,2 %). L'évolution de l’occupation des sols de la commune et de ses infrastructures peut être observée sur les différentes représentations cartographiques du territoire : la carte de Cassini (XVIIIe siècle), la carte d'état-major (1820-1866) et les cartes ou photos aériennes de l'IGN pour la période actuelle (1950 à aujourd'hui).

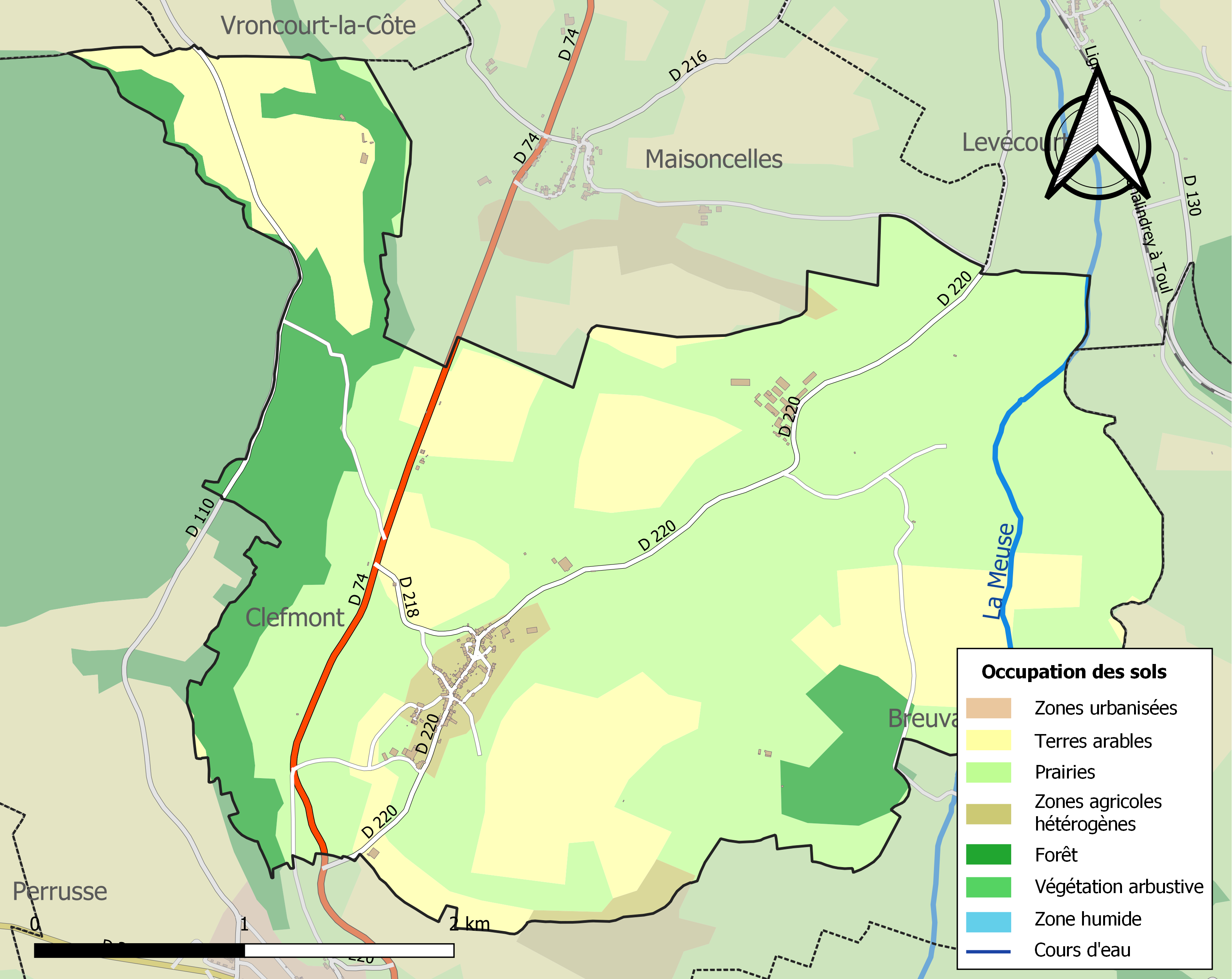
Carte des infrastructures et de l'occupation des sols de la commune en 2018 (CLC).

## Politique et administration
| Période   | Période   | Identité        | Étiquette | Qualité           |
| --------- | --------- | --------------- | --------- | ----------------- |
| mars 2001 | mars 2008 | Roger Martin    |           |                   |
| mars 2008 | 2020      | Bernard Aubert  | DVD       | Retraité agricole |
| 2020      | En cours  | Dominique Begin |           |                   |

## Population et société

### Démographie

#### Évolution démographique
L'évolution du nombre d'habitants est connue à travers les recensements de la population effectués dans la commune depuis 1793. Pour les communes de moins de 10 000 habitants, une enquête de recensement portant sur toute la population est réalisée tous les cinq ans, les populations de référence des années intermédiaires étant quant à elles estimées par interpolation ou extrapolation. Pour la commune, le premier recensement exhaustif entrant dans le cadre du nouveau dispositif a été réalisé en 2007.

En 2022, la commune comptait 80 habitants, en évolution de −8,05 % par rapport à 2016 (Haute-Marne : −4,62 %, France hors Mayotte : +2,11 %).
| 1793 | 1800 | 1806 | 1821 | 1831 | 1836 | 1841 | 1846 | 1851 |
| ---- | ---- | ---- | ---- | ---- | ---- | ---- | ---- | ---- |
| 472  | 487  | 491  | 473  | 558  | 572  | 560  | 534  | 515  |

| 1856 | 1861 | 1866 | 1872 | 1876 | 1881 | 1886 | 1891 | 1896 |
| ---- | ---- | ---- | ---- | ---- | ---- | ---- | ---- | ---- |
| 468  | 438  | 450  | 458  | 444  | 453  | 411  | 392  | 348  |

| 1901 | 1906 | 1911 | 1921 | 1926 | 1931 | 1936 | 1946 | 1954 |
| ---- | ---- | ---- | ---- | ---- | ---- | ---- | ---- | ---- |
| 325  | 309  | 291  | 242  | 256  | 203  | 187  | 189  | 196  |

| 1962 | 1968 | 1975 | 1982 | 1990 | 1999 | 2006 | 2007 | 2012 |
| ---- | ---- | ---- | ---- | ---- | ---- | ---- | ---- | ---- |
| 169  | 164  | 150  | 129  | 114  | 98   | 100  | 100  | 89   |

| 2017 | 2022 | - | - | - | - | - | - | - |
| ---- | ---- | - | - | - | - | - | - | - |
| 87   | 80   | - | - | - | - | - | - | - |

## Économie
En 2008, les seules activités sur la commune étaient 3 exploitations agricoles, 1 charbonnier, 1 transporteur routier.
Audeloncourt a compté la fromagerie Montandon à côté de la salle des fêtes.

## Culture locale et patrimoine

### Lieux et monuments
- Église Saint Rémy : les trois cloches ont été refondues le 7 février 1920 à Robécourt, elles ont été bénies par Mgr Louvard et ont été endommagées quand elles sont tombées car la foudre s'est abattue sur le clocher en 1910[21]. Elles ont reçu les noms de Lucie, Marie et Camille, 971 kilos, qui donne le Mi, Paul Alice, 668 kilos qui donne le Fa, Huberte Marie, 472 kilos qui donne le Sol. C'est Georges Farnier, décédé le 2 février 1964, qui en est le fondeur

### Personnalités liées à la commune
- Louise Michel, grande figure internationale de la gauche libertaire féministe, y a tenu, pendant un an, en 1852-1853, une école libre.